# فرودگاه ولینگتون
فرودگاه ولینگتون  (به انگلیسی: Wellington Municipal Airport)  یک فرودگاه همگانی باربری  است که یک باند فرود بتن دارد و طول باند آن ۱۲۸۰ متر است. این فرودگاه در  کشور ایالات متحده آمریکا قرار دارد و در ارتفاع ۳۸۹ متری از سطح دریا واقع شده است.